# Staw pod Królikarnią
Staw pod Królikarnią – staw w Warszawie, w dzielnicy Mokotów, na terenie parku Arkadia. Razem z sąsiednim, mniejszym stawem tworzy Stawy pod Królikarnią.

## Położenie i charakterystyka
Staw pod Królikarnią znajduje się w stołecznej dzielnicy Mokotów, na obszarze MSI Sielce, u podnóża skarpy warszawskiej, poniżej pałacu Królikarnia, na terenie parku Arkadia, w pobliżu ulic Ludwika Idzikowskiego i Piaseczyńskiej. Położony jest na obszarze zlewni Kanału Głównego „A”. Swój początek ma tu Rów Piaseczyński, który odprowadza wody do pobliskiego stawu Arkadia oraz dalej do stawów w Łazienkach i basenu Portu Czerniakowskiego.
Zgodnie z „Programem Ochrony Środowiska dla m. st. Warszawy na lata 2009–2012 z uwzględnieniem perspektywy do 2016 r.” staw położony jest na terasie nadzalewowej. Jego powierzchnia wynosi 0,3767 ha. Według numerycznego modelu terenu udostępnionego przez Geoportal lustro wody znajduje się na wysokości 87,1 m n.p.m. Jego głębokość wynosi ok. 1 m. Zasilany jest źródłami spod skarpy warszawskiej. Identyfikator MPHP to 98242.
Pochodzenie stawu jest sztuczne. Stanowi pozostałość zalanej wodą glinianki powstałej po eksploatacji iłów plioceńskich, stanowiących surowiec dla cegielni. W XVIII wieku okoliczne tereny służyły jako miejsce polowań m.in. na króliki, stąd nazwa terenu. W 1786 roku powstał pałac Królikarnia i stawy stały się częścią osi widokowej ogrodu. Układ otaczającego parku został ustalony w wyniku prac renowacyjnych przeprowadzonych w latach 1967–1969 według projektu Longina Majdeckiego i Gerarda Ciołka.
W bliskim sąsiedztwie na terenie parku, oprócz stawu Arkadia, znajduje się jeszcze trzeci, nienazwany zbiornik wodny, który leży jeszcze bliżej skarpy. Jego powierzchnia to 0,1712 ha, a identyfikator 130936304. Razem ze Stawem pod Królikarnią tworzą one Stawy pod Królikarnią.

## Przyroda
Stawy położone są na terenie zespołu przyrodniczo-krajobrazowego „Arkadia” o łącznej powierzchni 14,01 ha, w ramach którego ochronie podlega m.in. „ekosystem wodny, w tym w szczególności naturalne wysięki ze skarpy, stawy i rowy”. Leżą także w granicach Warszawskiego Obszaru Chronionego Krajobrazu. Wśród ptaków w okolicach zbiorników wodnych zaobserwowano następujące gatunki: perkozek, łabędź niemy, cyraneczka, czernica, łyska, mewa pospolita, dzięcioł białoszyi, dzięcioł średni, trzciniak, kokoszka i krzyżówka.

## Galeria
| - Nienazwany staw znajdujący się bliżej skarpy i pałacu Królikarnia, widok od wschodu - Oba Stawy pod Królikarnią, widok ze skarpy; na pierwszym planie staw bez nazwy, na drugim Staw pod Królikarnią - Rów Piaseczyński na krótkim odcinku pomiędzy Stawem pod Królikarnią a stawem Arkadia - Tablica informacyjna zespołu przyrodniczo-krajobrazowego, na której uwidoczniono położenie i kształt obu stawów |